# Forsterinaria difficilis
Forsterinaria difficilis is een vlinder uit de onderfamilie Satyrinae van de familie Nymphalidae.
De voorvleugellengte  van de imago bedraagt 24 tot 28 millimeter. De soort komt voor van Colombia tot het noorden van Peru op de oostelijke hellingen van de Andes.
De wetenschappelijke naam van de soort is voor het eerst geldig gepubliceerd in 1964 door Forster.